# Johan Fjord Jensen
Rasmus Johan Fjord Jensen (17. prosince 1928, Keňa – 21. prosince 2005) byl dánský literární historik, kulturolog a pedagog.

## Životopis
Jensen studoval dějiny literatury a studium uzavřel v roce 1959 magisterským titulem. Poté se věnoval publikačním aktivitám a po krátkém pedagogickém působení v Aarhusu se v dubnu 1960 stal asistentem na Severském institutu. V roce 1966 byl povýšen na vedoucího sekce. Založil, spolu s Aagem Henriksenem časopis Kritik. V roce 1969 obdržel cenu Georga Brandese a v roce 1972 Søren Gyldendalovu cenu.
Od roku 1974 přednášel jako profesorem dějin literatury na aarhuské univerzitě a vyučoval zde až do odchodu do důchodu.

## Dílo
- Turgenjev i dansk åndsliv. Studier i dansk romankunst 1870-1900 (1961)
- Den ny kritik (1962)
- Homo Manipulatus (1966)
- Tegneserier (1973)
- Dansk litteraturhistorie 1-9
- Livsbuen (1993)